# Васильків (гміна)
Гміна Васильків (пол. Gmina Wasilków) — місько-сільська гміна у східній Польщі. Належить до Білостоцького повіту Підляського воєводства.
Станом на 31 грудня 2011 у гміні проживало 14 699 осіб.

## Територія
Згідно з даними за 2007 рік площа гміни становила 127.17 км², у тому числі:
- орні землі: 40.00%
- ліси: 48.00%

Таким чином, площа гміни становить 4.26% площі повіту.

## Населення
Станом на 31 грудня 2011:
| Опис     | Загалом | Загалом | Чоловіки | Чоловіки | Жінки | Жінки |
| -------- | ------- | ------- | -------- | -------- | ----- | ----- |
| одиниця  | осіб    | %       | осіб     | %        | осіб  | %     |
| все      | 14699   | 100     | 7102     | 48.32    | 7597  | 51.68 |
| міське   | 10226   | 100     | 4894     | 47.86    | 5332  | 52.14 |
| сільське | 4473    | 100     | 2208     | 49.36    | 2265  | 50.64 |

## Сусідні гміни
Гміна Васильків межує з такими гмінами: Добжинево-Дуже, Супрасль, Чарна-Білостоцька.